# Solar do Barão de Itapura
O Solar do Barão de Itapura é uma construção do século XIX, tombada pela CONDEPHAAT em 1984 por representar um marco histórico da cidade de Campinas, no estado de São Paulo.

## Histórico
O solar foi construído pelo engenheiro Luis Pucci entre 1880 e 1883 para ser residência de Joaquim Policarpo Aranha, o Barão de Itapura, tendo permanecido até o seu falecimento em 1902. Em 1921, o imóvel foi herdado pela filha do barão, Izolethe de Souza Aranha.
A partir de 1935, o solar passou a ser alugado pela Arquidiocese de Campinas, servindo como sede de algumas repartições da igreja. Posteriormente foi instalada a Sociedade Campineira de Educação e Instrução, instituição atualmente mantenedora da PUC Campinas. Em 1941, abrigava a Faculdade de Ciências, Filosofia e Letras, mas a transferência para a universidade só ocorreu de oficialmente em 1952.
No Campus Central acha-se instalado, na atualidade, o curso de direito do CCHSA (Centro de Ciências Humanas e Sociais Aplicadas).

## Arquitetura
O casarão foi construído em estilo renascentista italiano, possui colunas da ordem jônica e sistema estrutural em alvenaria de tijolos. Apresenta janelas em arco pleno no primeiro andar, enquanto no segundo, apresenta vergas retas encimadas por pequenos frontões triangulares. Quando passou a fazer parte da PUC Campinas, o prédio precisou passar por modificações em seu interior como a construção de banheiros, substituição de venezianas por vitrôs e introdução de coberturas nos terraços.